# Stipa alpina
Stipa alpina là một loài thực vật có hoa trong họ Hòa thảo. Loài này được (J.A.Schmidt) Petrov miêu tả khoa học đầu tiên năm 1930.